# Кизилоцветные
Кизилоцве́тные (лат. Cornales) — порядок цветковых растений, насчитывающий по современной классификации APG IV на декабрь 2023 года 7 семейств, 42 рода и 741 ботанический вид. Порядок включается в дочернюю кладу Астериды, последовательно входящую в более крупные клады Суперастериды -> Эвдикоты -> Цветковые растения.
Семейства порядка содержат иридоиды, их цветки обычно 4-мерные, часто с редуцированной чашечкой, нижней или полунижней завязью, в каждом плодолистике заключена одна или две висячие семяпочки, имеется интрастаминальный диск

## Классификация
Более ранняя система классификации Кронквиста (1981) включает следующие семейства:
- Алангиевые (Alangiaceae)
- Ниссовые (Nyssaceae)
- Кизиловые (Cornaceae)
- Гарриевые (Garryaceae)

В современной системе APG IV (2016) в порядок включено 7 семейств:
1. Кизиловые (Cornaceae) - 3 рода, 105 видов
2. Куртисиевые (Curtisiaceae), монотипное с 1 родом Куртисия и 1 видом
3. Груббиевые (Grubbiaceae), монотипное с 1 родом Груббия и 3 видами
4. Гортензиевые (Hydrangeaceae) - 8 родов, 208 видов
5. Гидростахиевые (Hydrostachyaceae), монотипное с 1 родом Гидростахис и 21 видом
6. Лоазовые (Loasaceae) - 22 рода, 335 видов
7. Ниссовые (Nyssaceae) - 5 родов, 34 вида

### Таксономическое положение[1]
- Cornales  Link, 1829, Handbuch 2: 2

Порядок Кизилоцветные включается в дочернюю кладу Астериды, последовательно входящую в более крупные клады Суперастериды -> Эвдикоты -> Цветковые растения. Кладограмма в соответствии с Системой APG IV по состоянию на декабрь 2023 года:
|  |                          |  |                                   | порядок Кизилоцветные |  | 7 семейств |  | 42 рода |  | 741 вид |
|  |                          |  |                                   | порядок Кизилоцветные |  | 7 семейств |  | 42 рода |  | 741 вид |
|  | клада Цветковые растения |  |                                   |                       |  |            |  |         |  |         |
|  |                          |  |                                   |                       |  |            |  |         |  |         |
|  |                          |  | ещё 63 порядка цветковых растений |                       |  |            |  |         |  |         |
|  |                          |  |                                   |                       |  |            |  |         |  |         |